# Monchy-Breton Churchyard
Monchy-Breton Churchyard is een begraafplaats gelegen in de Franse plaats Monchy-Breton (Pas-de-Calais). De militaire graven worden onderhouden door de Commonwealth War Graves Commission.
De begraafplaats telt 4 geïdentificeerde Gemenebest graven, waarvan 2 uit de Eerste Wereldoorlog en 2 uit de Tweede Wereldoorlog.